# Morastshobma
Morastshobma är en kulle i Finland. Den ligger i Utsjoki kommun i landskapet Lappland, i den norra delen av landet, 1 100 km norr om huvudstaden Helsingfors. Toppen på Morastshobma är 379 meter över havet. Morastshobma ingår i Paistunturit.
Terrängen runt Morastshobma är platt åt sydost, men åt nordväst är den kuperad.  Trakten runt Morastshobma är nära nog obefolkad, med mindre än två invånare per kvadratkilometer. Omgivningarna runt Morastshobma är i huvudsak ett öppet busklandskap.